# Tratado de Pelindaba

Naciones que ratificaron el tratado en verde. Los demás estados de la Union africana se muestran en amarillo; estos más Marruecos han firmado el tratado pero no lo han ratificado.

El Tratado de Pelindaba, cuyo nombre completo es 'Tratado Africano para formación de una Zona Libre de Armas Nucleares', con la meta de establecer una zona libre de armas nucleares en África.
El tratado fue firmado en 1996 y entró en vigencia con la ratificación número 28 el 15 de julio de 2009.

## Historia
La búsqueda de una Zona no nuclear en África comenzó cuando el Organización de la Unidad Africana expresó formalmente su deseo de un Tratado que garantizan la desnuclearización de África en su cumbre por primera vez en El Cairo en julio de 1964.
El Tratado fue abierto a la firma el 11 de abril de 1996 en El Cairo, Egipto. Todos los Estados de África son elegibles para convertirse en Partes en el Tratado, que entró en vigor tras su ratificación número 28; los Protocolos también con la entrada en vigor en ese momento para los signatarios del Protocolo que hayan depositado sus instrumentos de ratificación.